# Françoise Rosay

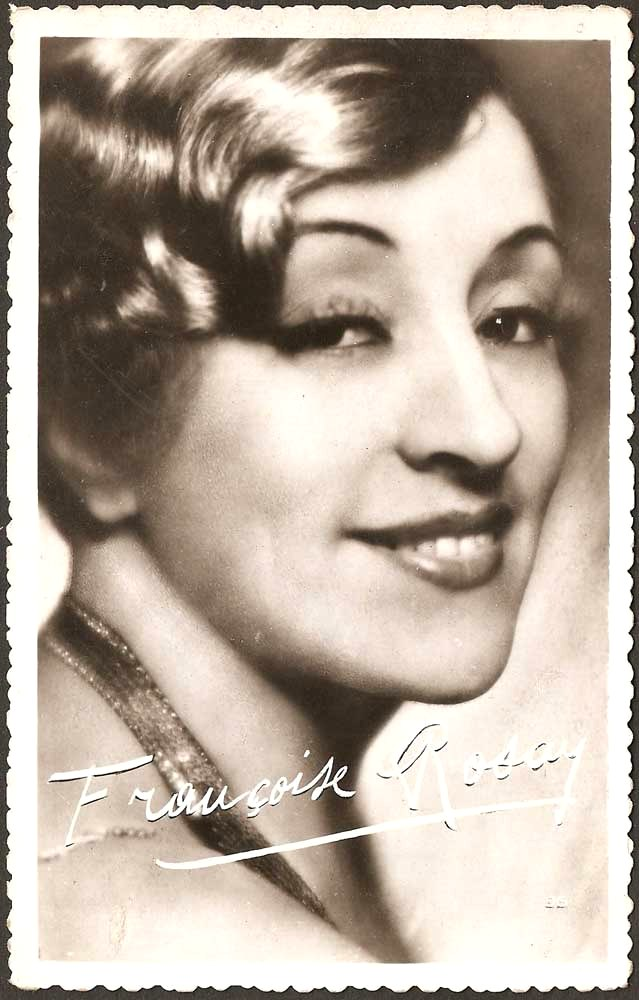
Postkarte mit Françoise Rosay in den 1930er Jahren

Françoise Rosay, gebürtig Françoise Bandy de Nalèche (* 19. April 1891 in Paris; † 28. März 1974 ebenda), war eine französische Schauspielerin.

## Leben
Rosay wurde in der Rue La Bruyère 46 in Paris geboren. Sie war die uneheliche Tochter von Marie-Thérèse Chauvin, einer Schauspielerin, die unter dem Künstlernamen „Sylviac“ bekannt war; ihr Vater, Graf François Louis Bandy de Nalèche (Sohn des Abgeordneten Louis Bandy de Nalèche), erkannte sie erst im Jahr 1938 als sein Kind an.
Am Pariser Konservatorium genoss Rosay eine Schauspielausbildung bei Paul Mounet. 1908 debütierte sie am Théâtre-Libre und spielte danach an weiteren Bühnen. Ihre erste Filmrolle hatte sie in einer Falstaff-Verfilmung von 1911. In den folgenden Jahren trat sie nur sporadisch in Filmen auf. Erst nachdem sie 1917 den Regisseur Jacques Feyder heiratete, begann eine intensivere filmschauspielerische Tätigkeit; von 1921 bis 1941 trat sie in allen wichtigen Filmen ihres Ehemannes auf. 1929/1930 hielt sich Rosay in Hollywood auf, wo sie an einigen kleineren Filmprojekten mitwirkte.
In den 1930er Jahren war sie häufig auch in Deutschland tätig. Ihre komödiantische Rolle als Bürgermeistersfrau in Feyders La Kermesse héroïque (1935), die sie auch in der deutschen Fassung, Die klugen Frauen, spielte, machte Rosay international bekannt. Während der deutschen Besatzung Frankreichs im Zweiten Weltkrieg ging Rosay mit ihrem Mann in die Schweiz und arbeitete dort als Rundfunksprecherin eines antifaschistischen Hörfunksenders. Nach dem Krieg drehte sie bis 1950 in Großbritannien und den USA.
Ihr Comeback in Frankreich feierte sie im Jahr 1951 mit Claude Autant-Laras Spielfilm Die rote Herberge. Bis zu ihrem Tod wirkte sie noch in zahlreichen kleineren Rollen in französischen, italienischen, englischen und amerikanischen Produktionen mit und galt als eine der großen Damen des französischen Films.
Im Jahr 1969 erhielt Françoise Rosay zur Würdigung ihres Gesamtwerks die Étoile de Cristal als beste Darstellerin. Sie war in der französischen Friedensbewegung aktiv. Ihre Memoiren, La traversée d'une vie, erschienen 1974.
Mit ihrem Ehemann, Jacques Feyder, hatte Rosay drei Söhne, den Filmarchitekten Marc Frédérix und die Regieassistenten Paul Feyder und Bernard Farrel.

## Filmografie (Auswahl)
- 1911: Falstaff
- 1915: Die Vampire (Les Vampires)
- 1925: Heimweh nach der Gasse (Gribiche)
- 1928: Die beiden Schüchternen (Les deux timides)
- 1930: Das kleine Café (Le Petit Café)
- 1934: Die letzte Etappe (Le Grand Jeu)
- 1934: Vers l’abîme
- 1934: Die Insel
- 1934: Im Strom der Gefühle (Remous)
- 1935: Die klugen Frauen (La Kermesse héroïque)
- 1935: Mutterschaft (Maternité)
- 1935: Spiel in Monte Carlo (Pension Mimosas)
- 1937: Mein Sohn, der Herr Minister
- 1937: Spiel der Erinnerung (Un Carnet de bal)
- 1937: Ein sonderbarer Fall (Drôle de drame)
- 1938: Fahrendes Volk (Les Gens du Voyage)
- 1938: Friede am Rhein (Paix sur le Rhin)
- 1942: Eine Frau verschwindet (Une femme disparaît)
- 1946: Zur roten Laterne (Macadam)
- 1948: Königsliebe (Saraband for Dead Lovers)
- 1948: Quartett (Quartet)
- 1949: Das Geheimnis um Mr. Barton (Le Mystère Barton)
- 1950: Liebesrausch auf Capri (September Affair)
- 1950: Das träumende Herz (Maria Chapdelaine)
- 1951: The 13th Letter
- 1951: K – Das Haus des Schweigens
- 1951: Die rote Herberge (L'Auberge rouge)
- 1952: Das Bankett der Schmuggler (Le banquet des fraudeurs)
- 1952: Biancas Rache (Sul ponte dei sospiri)
- 1952: Die sieben Sünden (Les Sept Péchés capitaux)
- 1952: Es begann auf der Straße (Wanda la peccatrice)
- 1953: Mutterliebe, Mutterleid (I figli di nessuno)
- 1954: Bartholomäusnacht (La Reine Margot)
- 1955: Die Dame des Königs (That Lady)
- 1955: Im Sumpf von Paris (Le long des trottoirs)
- 1955: Vater, wir wollen heiraten (Ragazze d'oggi)
- 1957: Der letzte Akkord (Interlude)
- 1957: Hongkong war ihr Schicksal (The Seventh Sin)
- 1958: Jakobowsky und der Oberst (Me and the Colonel)
- 1958: Das Spiel war sein Fluch (Le Joueur)
- 1959: Fluch des Südens (The Sound and the Fury)
- 1959: Die Gans von Sedan
- 1959: Mit den Augen der Liebe (Les Yeux de l‘amour)
- 1959: Rififi bei den Frauen (Du Rififi chez les femmes)
- 1960: Der unsichtbare Schatten (The full Treatment)
- 1960: Die Nacht der Liebenden (Le Bois des amants)
- 1960: Stefanie in Rio
- 1961: Frau Cheneys Ende
- 1961: Der Herr mit den Millionen (La cave se rebiffe)
- 1963: Volles Herz und leere Taschen
- 1964: Der Tag danach (Up From the Beach)
- 1965: Ganoven rechnen ab (La métamorphose des cloportes)
- 1966: Die verbotene Tür (L’âge heureux)
- 1967: Die 25. Stunde (La 25e Heure)
- 1968: Ich laß mich nicht für dumm verkaufen (Faut pas prendre les enfants du bon dieu pour des canards sauvages)
- 1972: Drei Milliarden ohne Fahrstuhl (Trois milliards sans ascenseur)
- 1972: Nur eine Frage der Zeit (Pas folle la guêpe)
- 1973: Der Fußgänger